# Niuzhuang, Haicheng
Niuzhuang (kinesiska:  牛庄) är en köping i Kina. Den ligger i provinsen Liaoning, i den nordöstra delen av landet, omkring 120 kilometer sydväst om provinshuvudstaden Shenyang. Antalet invånare är 46 522. Befolkningen består av 22 876 kvinnor och 23 646 män. Barn under 15 år utgör 13,0 %, vuxna 15-64 år 76 %, och äldre över 65 år 9,0 %.